# Тім Волберг
Тімоті Лі «Тім» Волберг (англ. Timothy Lee «Tim» Walberg; нар. 12 квітня 1951, Чикаго, Іллінойс) — американський політик з Республіканської партії. Член Палаті представників США від Мічигану з 2007 по 2009 і з 2011.
Волберг спочатку вчився в Університеті Західного Іллінойсу, у 1975 році закінчив Біблійний коледж Форт-Вейн. У 1978-му здобув ступінь магістра у Коледжі Вітон. Він працював священиком і на адміністративних посадах у Біблійному інституті Муді. Входив до Палати представників штату Мічиган з 1983 по 1999.